# Cowan-Reines-neutrinoexperiment
De Cowan-Reines-neutrinoexperiment werd in 1956 uitgevoerd door een groep Amerikaanse natuurkundigen onder leiding van Clyde Cowan en Frederick Reines. 
Dit experiment bevestigde het bestaan van het (anti)neutrino, een neutraal geladen subatomair deeltje met een bijna verwaarloosbare massa.

## Geschiedenis
In de jaren 1930 was het door de studie van bètaverval duidelijk geworden dat er naast het proton en het elektron een derde deeltje moest bestaan. Op theoretische grond had Wolfgang Pauli voorspeld dat dit deeltje een neutrale lading en een zeer kleine massa moest hebben. Zo'n deeltje werd echter nooit waargenomen.
Dit was te wijten aan een continue verspreiding van kinetische energie en momentumwaarden voor elektronen, die werden uitgezonden bij bètaverval. De enige manier, waarop dit mogelijk was, was wanneer er een deeltje met een neutrale lading en bijna geen massa (of misschien zelfs helemaal geen massa) geproduceerd zou worden tijdens het bètaverval.

## Het experiment
Voor het uiteindelijke experiment – dat Project Poltergeist werd genoemd vanweg de spookachtige aard van het deeltje – gebruikten Cowan en Reines als (anti)neutrinobron de kerncentrale van de Savannah River Site in South Carolina, met een flux van 1013 neutrino’s per cm². Een kerncentrale produceert een flinke stroom (anti)neutrino’s via het bètaverval van de splijtingsproducten. Als detector fungeerde een tank van 200 liter water waarin 40 kilogram cadmiumchloride (CdCl2) – een invanger van neutronen – was opgelost. Bij invers bètaverval verandert een proton (p+) door het invangen van een antineutrino ({\displaystyle {\overline {\nu }}_{e}}) in een neutron (n) terwijl een positron (e+) wordt uitgezonden:
{\displaystyle {\mbox{p}}^{+}+{\bar {\nu }}_{e}\rightarrow {\mbox{n}}+e^{+}}
Het positron vindt snel een elektron en beide deeltjes annihileren elkaar onder uitzending van twee γ-fotonen:
{\displaystyle e^{+}+e^{-}\rightarrow \gamma +\gamma \;}
Deze γ-fotonen worden door een scintillator met tri-ethylbenzeen omgezet in lichtflitsen die met fotomultiplicatoren worden gedetecteerd. De bij de reactie vrijgekomen neutron wordt door het cadmium geabsorbeerd, eveneens onder uitzending van een γ-foton:
{\displaystyle {\mbox{n}}+{}^{108}\mathrm {Cd} \rightarrow {}^{109}\mathrm {Cd} *\rightarrow {}^{109}\mathrm {Cd} +\gamma \;}
γ-straling veroorzaakt door neutroneninvang hebben een kenmerkende vertraging van vijf microseconden ten opzichte van γ-straling veroorzaakt door elektron-positronannihilatie. Meting van deze 'vertraagde coïncidentie' betekent het optreden van invers bètaverval en dus het bestaan van (anti)neutrino's.
Op 14 juni 1956 werd deze vertraging door Cowan en Reines waargenomen. Hun resultaat werd gepubliceerd in het 20 juli 1956 nummer van Science. Het zou tot 1964 duren voordat een onafhankelijke bevestiging van de ontdekking volgde. In 1995 ontving Frederick Reines (Clyde Cowan was in 1974 overleden) de Nobelprijs voor de Natuurkunde "voor de detectie van het neutrino".